# Пилипюк Петро Павлович
Петро Павлович Пилипюк (нар. 20 лютого 1971, с. Вівсяники, Хмільницький район, Вінницька область) — український підприємець, співвласник та генеральний директор міжнародної компанії Modern-Expo Group, глобального виробника торгового обладнання та постачальника комплексних рішень для рітейлу (роздрібної торгівлі). У 2013 році увійшов до «ТОП-100 найвпливовіших волинян» на 20 місці. Голова Правління Волинського обласного об’єднання організацій роботодавців та голову Правління Благодійного фонду «Волинь-2014».
Від 1997 року — співвласник та генеральний директор міжнародного холдингу Modern-Expo Group.

## Біографія
Народився 20 лютого 1971 року в селі Вівсяники нині — Хмільницького району Вінницької області У 1993 році закінчив природничо-географічний факультет за спеціальністю «Географія та біологія» з додатковою спеціальністю — «Хімія» — Луцького педагогічного інституту імені Лесі Українки (сьогодні — Волинський національний університет імені Лесі Українки).

## Особисте життя
Одружений. Виховує сина та доньку.